# Mario Vicini
Mario Vicini (Martorano, Cesena, 21 de febrer de 1913 - Martorano, Cesena, 6 de desembre de 1995) va ser un ciclista italià que fou professional entre1935 i 1953. En aquests anys va aconseguir 10 victòries, les més importants de les quals foren el Campionat d'Itàlia en ruta de 1939 i tres etapes al Giro d'Itàlia. A banda també va assolir una 2a posició al Tour de França de 1937.

## Palmarès
- 1935
  - 1r del Giro de la Província Romanyola
  - 1r del Gran Premi de Camaiore
- 1936
  - 1r del Giro de les Quatre Províncies
- 1938
  - 1r del Giro de la Toscana
  - Vencedor d'una etapa del Giro d'Itàlia
- 1939
  -  Campió d'Itàlia en ruta
  - 1r al Giro del Laci
- 1940
  - 1r de la Copa Marin
  - Vencedor de 2 etapes del Giro d'Itàlia
- 1953
  - 1r de la Copa Signorini

### Resultats al Tour de França
- 1937. 2n de la classificació general
- 1938. 6è de la classificació general

### Resultats al Giro d'Itàlia
- 1936. 17è de la classificació general
- 1937. Abandona
- 1938. Abandona. Vencedor d'una etapa
- 1939. 3r de la classificació general
- 1940. 4t de la classificació general i vencedor de dues etapes
- 1946. Abandona
- 1947. 7è de la classificació general
- 1948. Abandona
- 1949. Abandona
- 1950. 18è de la classificació general